# 惠民道街道
惠民道街道，是中华人民共和国河北省唐山市路南区下辖的一个乡镇级行政单位。

## 行政区划
惠民道街道下辖以下地区：
惠民园第一社区、惠民园第二社区、惠民园第三社区、惠民园第四社区、金岸世铭社区和龙湖泓庭社区。